# Sibrandus Elzoo Stratingh
Sibrandus Elzoo Stratingh (Groningen, 1774 - aldaar, 16 juni 1846) was een Nederlands hoogleraar geneeskunde. Hij wordt soms verward met zijn bijna-naamgenoot Sibrandus Ezn. Stratingh (1785-1841), hoogleraar scheikunde en uitvinder.

## Leven en werk
Sibrandus Elzoo Stratingh was de zoon van Sibrandus Stratingh, hoogleraar natuur- en scheikunde, en Elsina Groenevelt. Sibrandus jr. studeerde medicijnen in Groningen en promoveerde in 1798 op de dissertatie De ophthalmia neonatorum. Al snel begon hij een praktijk als behandelend arts. Van 1815 tot 1844 was Stratingh hoogleraar in o.a. pathologie. In zijn loopbaan was hij verder werkzaam in toezichtcommissies. In 1831 werd hij lid van een landelijke commissie ter bestrijding van de cholera in Nederland.
Stratingh was zijn hele leven meer een praktiserend medicus dan een spreker of een schrijver. Behalve zijn proefschrift publiceerde hij nauwelijks iets. Als spreker moet hij ook geen succes zijn geweest: zelfs de gebruikelijke oratie bij zijn afscheid als rector van de Groningse universiteit in 1827 werd door een plaatsvervanger (Gabinus de Wal) geschreven en uitgesproken.